# 카이아네레코와
카이아네레코와(모호크어: Kaianere’kó:wa, 영어: Great Law of Peace→평화의 대법)는 이로쿼이 연맹에서 전승되어 온 원칙으로, 일종의 헌법에 해당하는 것이었다. 테카나위타라는 전설적인 지도자가 만들었다고 한다. 오늘날의 뉴욕주 빅터읍 근교에서 이 헌법을 비준한 다섯 부족(모호크, 오논다가, 오네이다, 카유가, 세네카)이 이로쿼이 오족연맹을 이루었고, 이후 1722년 투스카로라족이 합류하여 육족연맹이 되었다.
카이아네레코와는 조개껍데기를 세공한 왐품에 그림문자의 형태로 암호화되어 기록되었고, 이후 영어를 비롯한 다른 언어로 번역되었다. 총 117개 조항으로 이루어져 있다. 카이아네레코와가 성립한 정확한 시기는 불명이나, 늦어도 12세기(1190년경)에는 성립된 것으로 여겨진다.
일각에서는 카이아네레코와가 벤저민 프랭클린을 통해 미국 헌법에 영향을 미쳤다고 주장하기도 한다.